# بو سونگویساوا
دوانگپورن «بو» سونگویساوا (انگلیسی: Duangporn "Bo" Songvisava؛ زادهٔ ۱۹۷۹ یا ۱۹۸۰) مشهور به «بو» یک رستوران‌دار و سرآشپز اهل تایلند است. او و همسرش مالک رستوران «بو. یان» در بانکوک هستند که فلسفهٔ غذای آهسته را دنبال می‌کند و در آن غذاهای سنتی تایلندی عرضه می‌شود.
او در بانکوک از پدری تایوانی و مادری تایلندی به دنیا آمد. و چهار برادر و خواهر دارد. پس از دو سال تحصیل در رشتهٔ ادبیات فرانسوی و انگلیسی، آن را رها کرد و به «دانشکدهٔ مدیریت هتل‌داری» دانشگاه گریفیث در رشتهٔ «مدیریت رستوران و پذیرایی» درس خواند و سپس در دانشگاه آدلاید فوق‌لیسانس خوراک‌شناسی گرفت.